# ناحیه جونگ‌نانگ
ناحیه جونگ‌نانگ (کره‌ای: 중랑구؛ انگلیسی: Jungnang District) یکی از ۲۵ نواحی سئول پایتخت کره جنوبی است. این ناحیه در شمال رود هان واقع شده‌است.